# استیو جوزف رینت
استیو جوزف رینت (انگلیسی: Steeve Joseph-Reinette؛ زادهٔ ۲ دسامبر ۱۹۸۳) بازیکن فوتبال اهل فرانسه است که در پست مدافع بازی می‌کرد.
از باشگاه‌هایی که در آن بازی کرده‌است می‌توان به باشگاه فوتبال گنگام، باشگاه فوتبال آسترا جورجو، و باشگاه فوتبال کریلیا سووتوف سامارا اشاره کرد.